# Verschlusszeit

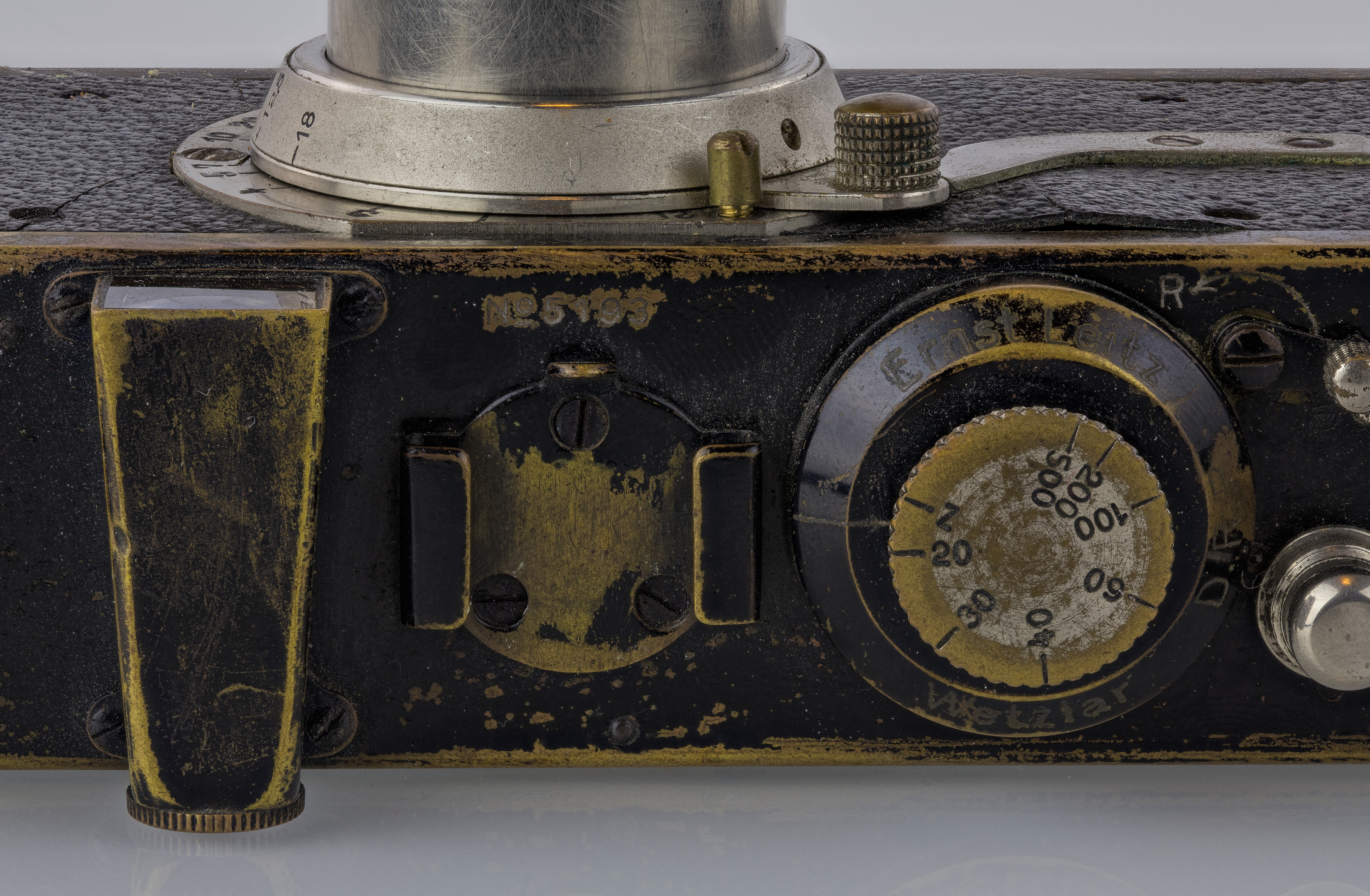
Verschlusszeitenrad (rechts) einer frühen Leica I, Seriennummer 5193 (1927)

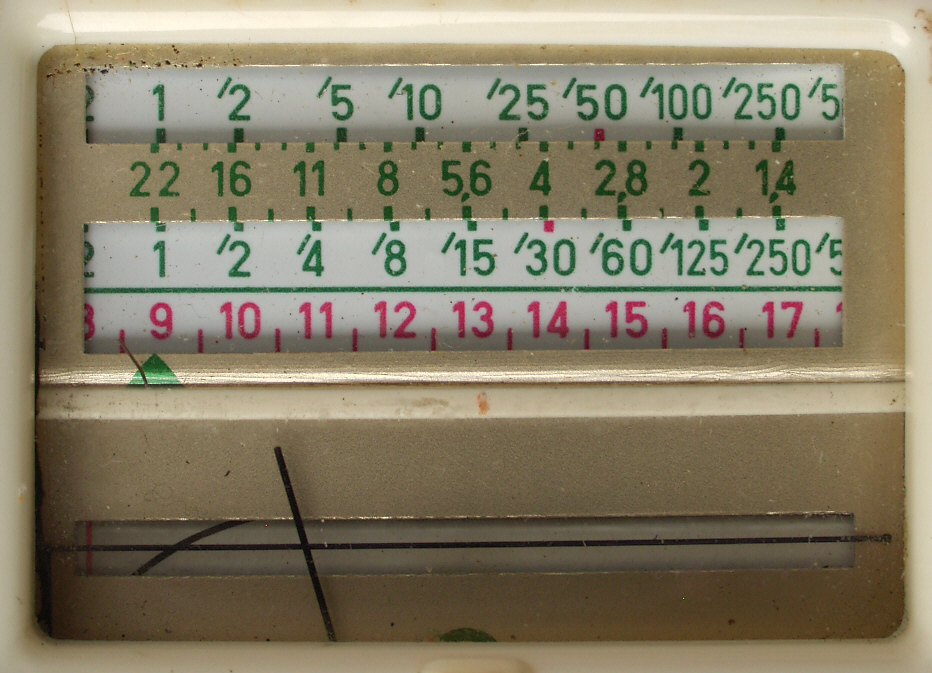
Einstellskala eines älteren Belichtungsmessers

Als Verschlusszeit wird die Belichtungszeit bezeichnet, die durch einen Kameraverschluss gebildet wird. Sie wird entweder rein mechanisch oder elektronisch gesteuert.

## Technik
Die übliche Verschlusszeitenreihe halbiert bei jedem Einstellungsschritt die Zeitdauer, der der fotografische Film oder der Aufnahmesensor bei Digitalkameras dem Lichteinfall ausgesetzt ist. Die Zeitangaben auf dem Verschlusszeiteneinstellrad einer Kamera werden in Reziprokwerten (Nenner des Bruchs) angegeben.
Daraus ergibt sich beispielhaft die folgende Zeitenreihe in Sekundenbruchteilen, wie sie von Kameras angezeigt wird:
1 – 2 – 4 – 8 – 15 – 30 – 60 – 125 – 250 – 500 – 1000 – 2000 – 4000
Diese Darstellung ist üblich (und gut zu merken), korrekt müssten die Reziprokwerte allerdings so lauten:
1 – 2 – 4 – 8 – 16 – 32 – 64 – 128 – 256 – 512 – 1024 – 2048 – 4096
Bei jeder Stufe dieser Zeitreihe halbiert sich die Lichtmenge, die den Film belichtet. Kürzere Belichtungszeiten können durch größere Blendenöffnungen (= kleinere Blendenzahl) kompensiert werden, dabei entspricht eine Stufe der Blendenreihe einer Stufe der Zeitreihe.
Kameras mit elektronischem Verschluss können im Vergleich zu den klassischen Zeit- und Blendenreihen diverse weitere Belichtungszeiten einsteuern. Neben kürzeren und insbesondere längeren Verschlusszeiten können dabei häufig noch Zwischenstufen in halben oder drittel Blendenstufen manuell eingestellt werden, im Automatikbetrieb sind praktisch stufenlose Einstellungen möglich.
Einfach ausgestattete Kameramodelle mit Programmautomatiken zeigen die jeweils elektronisch gewählte Zeit-/ Blendenkombination häufig nicht mehr an.
An alten Kameras bzw. Objektiven mit Zentralverschluss findet sich oft diese Reihe:
1 – 2 – 5 – 10 – 25 – 50 – 100 – 250 – 500
Auch kann die kürzest einstellbare Zeit abweichen und beispielsweise 1/200 s oder auch 1/300 s betragen.

### Bezeichnungen
Je nach Kamera zeigt das Verschlusszeiteneinstellrad oder die Anzeige für die Verschlusszeit besondere Bezeichnungen:
- AUTO steht für automatische Belichtung, so dass die Kamera die Belichtung in Abhängigkeit von der Blende steuert. Bei Kameras ohne Verschlusszeiteneinstellrad wird diese Funktion über das Belichtungsprogramm (üblicherweise „P“, „A“, „S“, „M“ oder „P“, „Av“, „Tv“, „M“) eingestellt.
- B (Beliebig / Bulb) ermöglicht Langzeitbelichtungen und öffnet den Verschluss so lange, wie der Auslöser betätigt wird. Bei elektronisch gesteuerten Kameras ist diese Einstellung häufig nur im manuellen Betrieb „M“ verfügbar (selten auch in Blendenautomatik „S“[1]).
- T (Time) ermöglicht ähnlich wie „B“ Langzeitbelichtungen, dabei wird der Verschluss beim ersten Druck auf den Auslöser geöffnet und erst beim erneuten Druck auf den Auslöser wieder geschlossen. Eine solche Stellung des Zeitenrads wird nur von wenigen älteren Gehäusen angeboten.
- X oder ein Blitzsymbol (in manchen Kameramenüs auch mit X-Sync bezeichnet) steht für die Blitzsynchronisationszeit. Bei Kameras mit Schlitzverschluss ist dies die kürzeste Belichtungszeit, bei der Film oder Sensor einen Augenblick lang komplett beleuchtet wird. In diesem Augenblick zündet der Blitz (bei TTL-Blitzmessung der Hauptblitz). Bei kürzeren Belichtungszeiten läuft der 2. Verschlussvorhang los und bedeckt bereits wieder Teile des Films/Sensors, obwohl der 1. Verschlussvorhang noch nicht abgelaufen ist und daher Bereiche des Films/Sensors noch nicht belichtet wurden. Übliche Werte für die Blitzsynchronisationszeit sind 1/60 s – 1/300 s je nach Kameramodell, kürzere Werte werden durch mehrfaches Blitzen (Highspeed-Synchronisation) erreicht. Bei einigen wenigen älteren elektronisch gesteuerten Kameramodellen wird nicht automatisch die kürzeste X-Sync-Zeit eingestellt.

### Umrechnung Verschlusszeitfaktor und Blendenstufe
Wenn beispielsweise für einen Filter eine Verlängerung der Belichtung um 3 Stufen angegeben ist, dann entspricht dies der Verlängerung um drei Rastungen entweder am Blendenring oder am Verschlusszeiteneinstellrad. Ein Verlängerungsfaktor wird auf die Belichtungszeit angewendet. Zwischen Verlängerungsfaktor und Rastungen besteht folgender Zusammenhang:
{\displaystyle 2^{\text{(Stufen oder Rastungen)}}={\text{Verlaengerungsfaktor}}\,}

## Bildwirkung
Die Wahl der Verschlusszeit hat neben der Einstellung der korrekten Belichtung ebenso wie die Wahl der Blende großen Einfluss auf die Bildwirkung. Mit einer kurzen Verschlusszeit können schnelle Bewegungen „eingefroren“ werden, eine relativ lange Belichtungszeit ermöglicht es, Bewegungen durch Verwischen dynamisch darzustellen. Solche Effekte sind nicht mit dem Verwackeln zu verwechseln.

Bildgestaltung mit unterschiedlichen Verschlusszeiten
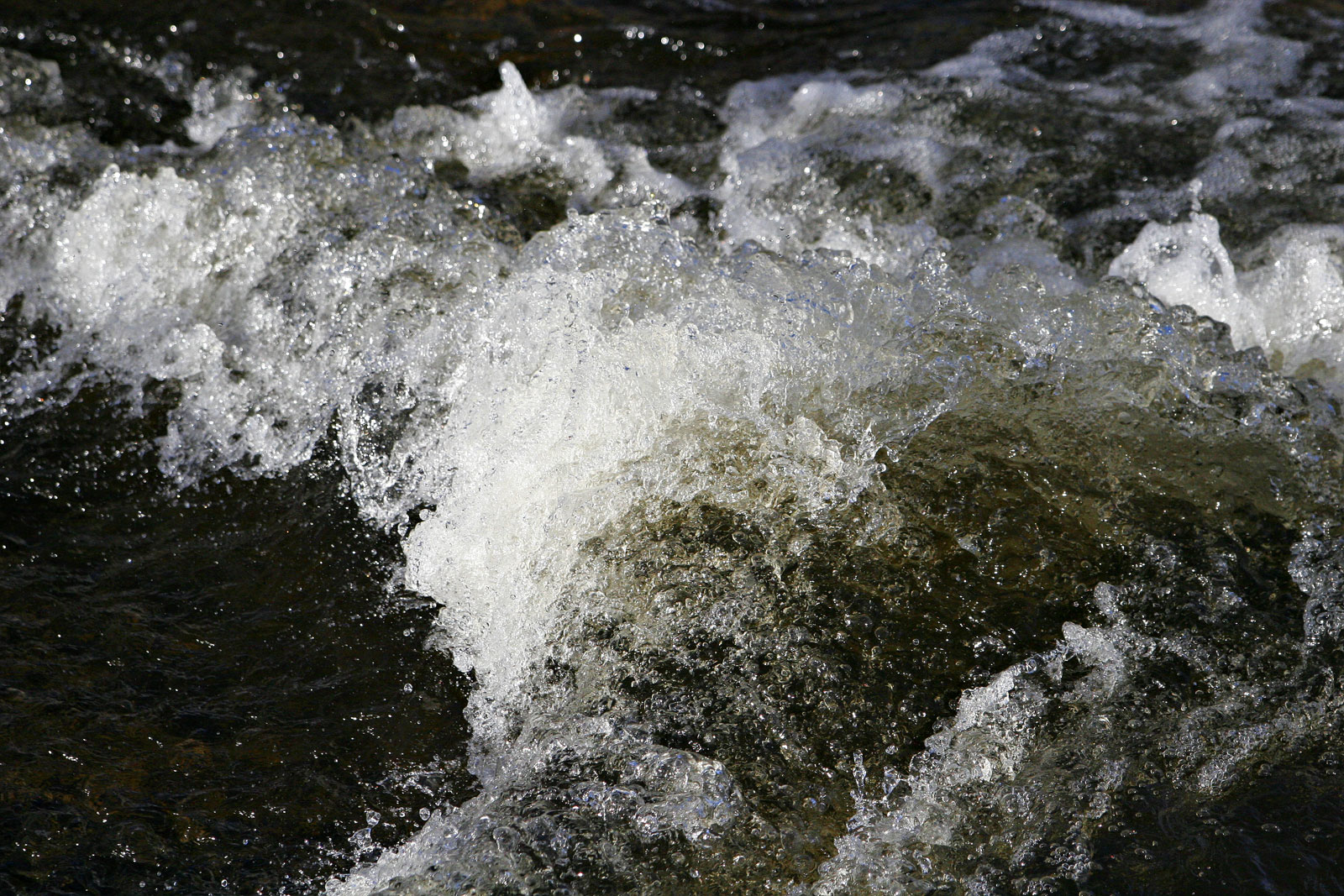
Kurze Belichtungszeit
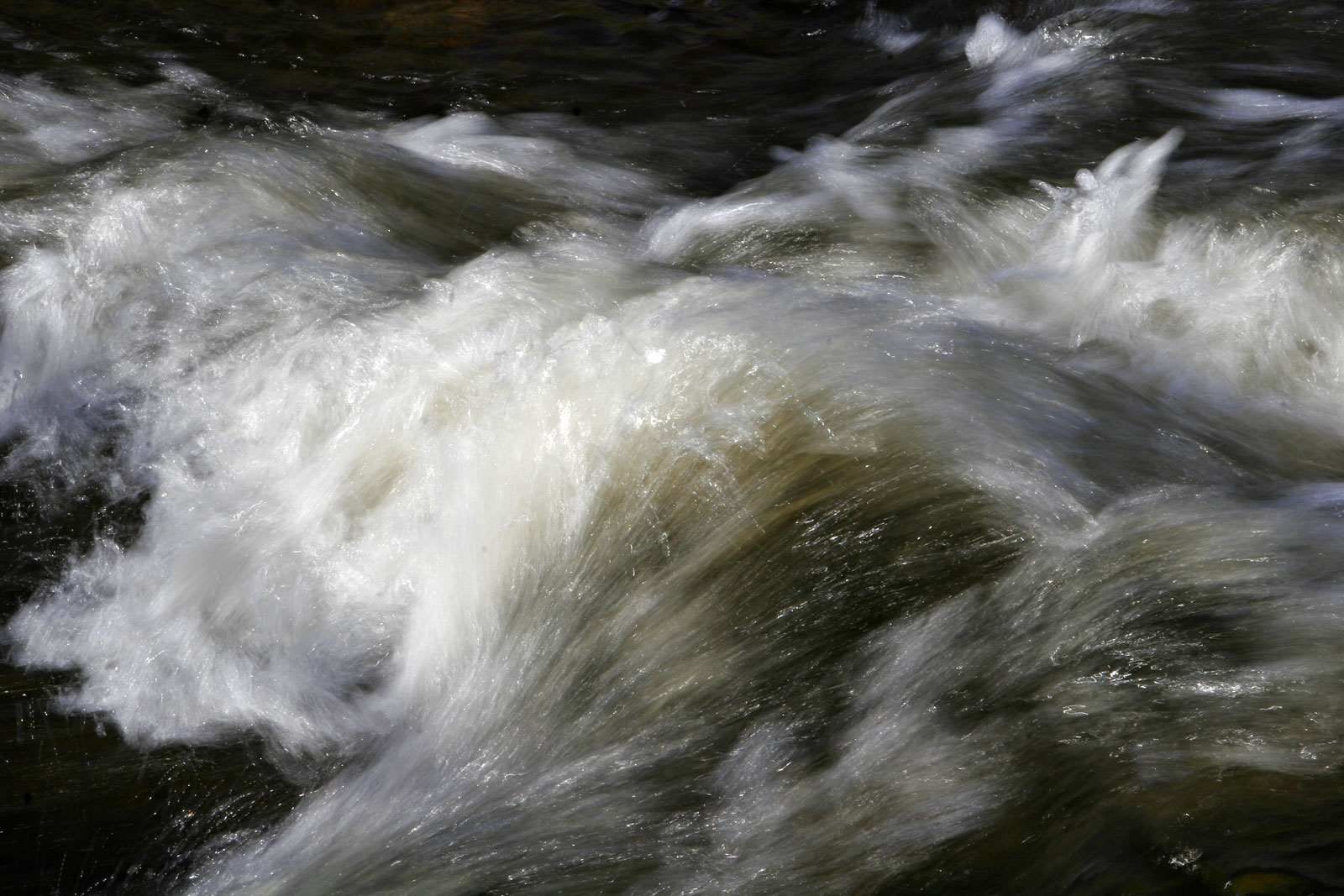
Lange Belichtungszeit
Ein kleiner Wasserfall